# Sieben Dewaele
Sieben Dewaele (* 2. Februar 1999) ist ein belgischer Fußballspieler. Der Mittelfeldspieler steht aktuell beim Zweitligisten KV Ostende unter Vertrag und ist ehemaliger Juniorennationalspieler.

## Karriere

### Verein
Dewaele stammt aus der Nachwuchsabteilung des Hauptstadtvereins RSC Anderlecht. Nach zwei Spielzeiten für die U21-Mannschaft stand er im Sommer 2019 kurz vor einem Wechsel, da er Spielpraxis im professionellen Fußball sammeln wollte. Mit der Ankunft Vincent Kompanys als Spielertrainer änderte sich sein Status jedoch und er wurde zur Saison 2019/20 in den Kader der ersten Mannschaft befördert. Sein Ligadebüt gab er am 4. August 2019 (2. Spieltag) beim 0:0-Unentschieden gegen Royal Excel Mouscron. In der Folge stieg er im zentralen Mittelfeld zum Stammspieler auf, verlor diesen Platz aber im November wieder. In dieser Spielzeit bestritt er 15 Ligaspiele, in denen er einen Treffer vorbereiten konnte.
Ende Juli 2020 wurde für die Saison 2020/21 eine Ausleihe zum niederländischen Verein SC Heerenveen vereinbart. Dewaele bestritt 7 von 34 möglichen Ligaspielen sowie ein Pokalspiel für Heerenveen. Nach dem Spiel am 6. Dezember 2020 gegen den PSV Eindhoven wurde er nur noch am 2. Mai 2021 gegen den gleichen Gegner kurz vor Schluss eingewechselt. 
Im Sommer 2021 kehrte er zunächst wieder zum RSC Anderlecht zurück, ehe er, ohne dass er noch ein Spiel für Anderlecht bestritt, kurz vor Ende des Transferfensters Ende August 2021 zum Ligakonkurrenten KV Ostende wechselte. Dort unterschrieb er einen Vertrag mit einer Laufzeit bis zum Ende der Saison 2024/25. Zugleich wurde er für die Saison 2021/22 an den französischen Zweitligisten AS Nancy ausgeliehen. Dewaele bestritt für Nancy 17 von 32 möglichen Ligaspielen und drei Pokalspiele. Ab Mitte Februar 2022 wurde er mit Ausnahme des letzten Spiels der Saison nicht mehr eingesetzt. In der Saison 2022/23 gehört er wieder zum Kader des KV Ostende. Er bestritt dort 22 von 34 möglichen Ligaspiele sowie ein Pokalspiel für Ostende. Am Saisonende stieg er mit der Mannschaft in die Division 1B ab.

### Nationalmannschaft
Im Mai 2015 bestritt Sieben Dewaele zwei Länderspiele für die belgische U16-Nationalmannschaft. Zwei Jahre später spielte er einmalig für die U18. Von August 2017 bis März 2018 war er achtmal für die U19 im Einsatz und traf in diesen Spielen zweimal. Im Oktober 2019 kam er zudem zu einem Einsatz für die belgische U21-Nationalmannschaft.